# Joaquim José Pereira de Melo
Joaquim José Pereira de Melo ComNSC (Lisboa, Belém, 22 de Agosto de 1790 - Lisboa, ? de Julho de 1870) foi um advogado, funcionário público, político e maçon português.

## Biografia

### Formação
Era filho de Joaquim Pereira da Costa e de sua mulher. Tendo seu pai falecido quando ele era muito novo, foi educado por um tio, Abade em Vila do Conde.
Estudou os Preparatórios no Porto e matriculou-se em Coimbra, onde tomou o grau de Bacharel em Direito Canónico pela Faculdade de Cânones da Universidade de Coimbra em fins de 1808.

### Carreira Militar
A Universidade fechou a 1 de Janeiro de 1809, e Joaquim José Pereira de Melo alistou-se no Batalhão Académico, e passou depois para o Exército, assentando Praça no Regimento de Infantaria N.º 19, em Cascais. Foi promovido a Alferes em data desconhecida de Agosto de 1811, comprovados os seus bons serviços na Batalha do Buçaco, na Batalha de Fuentes de Oñoro e no Primeiro Cerco de Badajoz, passando para o Regimento de Infantaria N.º 22, tendo tomado parte e participado em toda a Guerra Peninsular.
Feita a paz, foi promovido a Tenente, mas pediu a demissão para se dedicar à Jurisprudência. Foi nomeado Advogado da Casa da Suplicação em 1816, e iniciou o exercício da Advocacia em Lisboa.

### Maçonaria
Foi iniciado na Maçonaria em data e Loja afecta ao Grande Oriente Lusitano desconhecidas e com nome simbólico desconhecido.
Em 1850, pertencia à Loja Maçónica União, em Lisboa, de que era o Membro N.º 6, na Cisão de 1849, com o nome simbólico de Temístocles, o cargo de Primeiro Vigilante e o Grau 7. Esta Loja era de pendor Cabralista e tinha obediência ao Grande Oriente Lusitano.

### Perseguições Políticas
Manifestando muito cedo os Princípios Liberais, durante o Governo de D. Miguel I de Portugal defendeu muitos perseguidos políticos, principalmente Militares, e sofreu perseguições durante o reinado, sendo preso a 25 de Setembro de 1830 em Almada, onde se encontrava junto de sua mulher, mãe de seu filho Júlio César Pereira de Melo, Gertrudes França, gravemente doente. Com ele, foram presos vários amigos que o acompanhavam, e tratados com tal violência, que nem a mulher foi poupada, falecendo poucos dias depois. José Joaquim Pereira de Melo foi aprisionado durante quase três anos no Forte de São Julião da Barra, até que, em Junho de 1833, foi transferido para a Cidadela de Cascais, em consequência duma epidemia de cólera, que já dizimara muitos prisioneiros. Uma vez aí, a pedido de Manuel Borges Carneiro, que se encontrava moribundo com essa moléstia, redigiu-lhe o Testamento sob o alpendre da Bateria, antes de ele ser transferido para o Hospital, onde faleceu a 4 de Julho. José Joaquim Pereira de Melo voltou a ser transferido, para o Forte de São Julião da Barra, onde foi encontrado, com outros prisioneiros, pelas tropas do 1.º Duque da Terceira, mais tarde com Honras de Parente, 1.º Marquês de Vila Flor e 7.º Conde de Vila Flor de juro e herdade, António José de Sousa Manuel de Meneses Severim de Noronha, segundo parece, no próprio dia 24 de Julho de 1833.

### Carreira Jurídica
Exerceu diversos cargos públicos. Nomeado, em Novembro, Delegado do Procurador Régio junto ao Juízo de Direito da 1.ª Instância, em Lisboa, por influência do seu dedicado amigo José da Silva Carvalho, exerceu esse lugar até ser exonerado, a seu pedido, em Março de 1835. Desempenhava já, desde Maio de 1834, o cargo de Conselheiro da Prefeitura da Província da Estremadura, por Decreto referendado pelo seu companheiro de prisão, Bento Pereira do Carmo, exercendo-o até à extinção das Prefeituras em 1835. Fora, entretanto, por Decreto referendado por Joaquim António de Aguiar, nomeado Vogal da Comissão criada para exame e revisão dos papéis e escritos publicados, desempenhando esse lugar até à publicação da Lei sobre Abusos da Liberdade de Imprensa. Depois de publicada a nova Lei Administrativa, ocupou o lugar de Conselheiro do Distrito de Lisboa, de que fez parte, com raros intervalos, até 1854. Em Janeiro de 1841, foi nomeado Curador dos Órfãos do Bairro do Rossio e do Bairro Alto, que exerceu até 1865, e foi Membro da Administração do Hospital Real de São José até ao seu falecimento. Ao longo desses anos, exerceu sempre Advocacia, e foi Advogado Privativo do Banco de Portugal desde a sua Fundação.

### Carreira Política
Com o triunfo definitivo do Liberalismo, foi Deputado em várias Legislaturas, de 1834 a 1836, aliás, em 1836, de 1840 a 1846 e de 1848 a 1851.
Como Parlamentar, as suas posições políticas demonstraram um sentido Conservador. Foi eleito, representando o Círculo Eleitoral de Évora, para a Legislatura que deveria ter início a 11 de Setembro de 1836, mas que não se chegou a concretizar devido à Revolução de Setembro.
Voltou a ser eleito, como Deputado pelo Círculo Eleitoral de Lisboa, para a Legislatura de 1840-1842, de que prestou juramento a 5 de Junho de 1840. Sendo eleito Membro das Comissões Parlamentares de Verificação dos Poderes e de Justiça e Legislação, desde o início demonstrou indefectível apoio ao Governo vigente. No polémico Projecto de Lei sobre a Reforma Judiciária, debatido a partir de Agosto de 1840, defendeu o direito do Governo de transferir os Juízes. Foi, também, nessa época, que fez um longo discurso a favor da supressão dos Jurados. As suas intervenções de âmbito jurídico foram numerosas, não só como Membro da respectiva Comissão, mas também porque essas questões, obviamente, o preocupavam como homem do foro. Em 1841, para além de se preocupar com a difícil situação dos egressos e a falta de segurança no País, viu-se envolvido em duas questões pessoais, que tiveram forte projecção na Câmara dos Deputados: uma delas, em Agosto, respeitava à avaliação dos autos relativos ao processo sobre o Contrato do Tabaco, e outra, em Setembro, envolveu o 1.º Conde da Taipa e 12.º Senhor das Ilhas Desertas, D. Gastão da Câmara Coutinho Pereira de Sande, que pretendia que lhe fosse retirado o lugar de Deputado, em virtude de ter sido nomeado Curador dos Órfãos, em consequência do Art.º 49.º da Constituição Portuguesa de 1838. Interrompendo a sua presença na Câmara, durante um largo período em 1842, volta a intervir regularmente em 1843, a subscrever Pareceres da Comissão de Justiça e Legislação. Igualmente interveio, com frequência, em debates cujos temas eram de ordem jurídica ou fiscal. Em Junho, foi eleito Membro da Comissão Mista, para verificar as alterações feitas ao Projecto de Lei das Estradas. Em Outubro de 1844, depois doutra longa ausência, subscreveu o Projecto de Lei que a Comissão de Legislação apresentou sobre a Reforma da Lei dos Forais, tomando parte activa no debate subsequente. Nesse mês, destaca-se, igualmente, o Parecer favorável da Comissão de Legislação ao uso feito pelo Governo dos poderes extraordinários, concedidos pelas Cartas de Lei de 6 e 22 de Fevereiro desse ano, que Joaquim José Pereira de Melo subscreveu inteiramente. Até ao fim da Legislatura, participou, frequentemente, na Comissão de Legislação, quase sempre enquadrando a acção do Governo e opondo-se a Projectos de Lei apresentados pela Oposição, como sucedeu com o Projecto de Lei Eleitoral de Júlio Gomes da Silva Sanches, futuro 1.º Visconde de Silva Sanches e cuja viúva foi elevada a 1.ª Condessa de Silva Sanches. Eleito novamente pelo Círculo Eleitoral da Estremadura para a curta Legislatura de 1846, continuou a demonstrar total apoio ao Governo de António Bernardo da Costa Cabral, 1.º Conde de Tomar e futuro 1.º Marquês de Tomar. Ainda antes de prestar juramento, o que se verificou a 26 de Janeiro, foi eleito Membro duma das Comissões de Verificação de Poderes, e, depois, das de Legislação, Especial de Forais e da Revisão da Lei Eleitoral. Neste período, destacam-se o Projecto de Lei sobre Forais apresentado pela Comissão Especial de Forais, o Projecto de Lei da Comissão de Legislação sobre o direito do exercício de Regência pelo Rei Consorte D. Fernando II de Portugal, no caso do falecimento da Rainha D. Maria II de Portugal, e a substituição feita pela Comissão de Legislação ao Projecto de Lei sobre a Liberdade de Imprensa, apresentado por Jerónimo José de Melo. Nas suas intervenções, defendeu medidas repressivas dos chamados abusos de Liberdade de Imprensa. Tendo António Bernardo da Costa Cabral, a 20 de Abril, face à eclosão da Revolução da Maria da Fonte, pedido à Câmara autorização para o Governo usar de poderes extraordinários, foi apresentado imediatamente pela Comissão de Legislação um Projecto de Lei com essa autorização, que Joaquim José Pereira de Melo subscreveu inteiramente.
Com a reabertura do Parlamento para a Legislatura de 1848-1851, Joaquim José Pereira de Melo foi reeleito pela Estremadura, de que prestou juramento a 26 de Janeiro de 1848. Foi, imediatamente, eleito Membro das Comissões Legislativas e de Infracções e nomeado para a Comissão de Revisão das tabelas dos emolumentos e salários judiciais, cargos que manteve até ao fim da Legislatura. Em 1848, destacam-se as intervenções feitas a favor do Projecto de Lei da Comissão Legislativa sobre o porte de armas. Igualmente como Secretário da Comissão de Legislação, subscreveu e apresentou em Março o Parecer negativo sobre o Relatório apresentado pelo Ministro dos Negócios Estrangeiros e da Justiça, justificando medidas extraordinárias tomadas por esse Ministério durante a interrupção dos trabalhos parlamentares, que aboliram Decretos anteriores, nomeadamente o Decreto de 1 de Agosto de 1844, emblemático do Cabralismo, relativo à transferência dos Juízes. Destaca-se, igualmente, a intervenção feita em Junho, na discussão do Projecto de Lei sobre a circulação e amortização das notas do Banco de Lisboa. Em Janeiro de 1849, fez várias intervenções no debate do Projecto de Lei baseado na proposta do Deputado António Maria de Fontes Pereira de Melo, irmão da futura 1.ª Marquesa de Fontes Pereira de Melo, que concedia facilidades ao cultivo de café em Cabo Verde. Joaquim José Pereira de Melo não só pretendeu que essas disposições fossem extensivas a todo o ultramar, como apresentou propostas para que as isenções fiscais fossem amplificadas. Em Fevereiro desse ano, apresentado o novo Projecto de Lei Eleitoral que pretendia modificar o Sistema Eleitoral introduzindo as eleições directas, Joaquim José Pereira de Melo votou com a minoria que pretendia manter intacto o sistema indirecto. Foram igualmente longas e intensas as intervenções contra o Projecto de Lei de Promoções Militares, defendendo os interesses dos Veteranos, que considerou prejudicados. Em Maio, destaca-se o seu aval ao Projecto de Lei da Comissão de Legislação  que ampliava as disposições do Código Comercial a todos os comerciantes, mesmo não matriculados, sendo, aliás, muito frequente a sua presença nessa Comissão Parlamentar. Interveio activamente no debate sobre a denominada Novíssima Reforma Judicial. Foi igualmente nomeado, em Junho desse ano, Membro da Comissão do Orçamento, que aprovou um contrato de empréstimo celebrado entre o Banco de Portugal e o Governo, assim como outras medidas financeiras do Governo. Em Janeiro de 1850, foi eleito para a Comissão de Resposta ao Discurso do Trono, salientando-se igualmente as suas intervenções no debate do Projecto de Lei sobre a Organização do Banco de Portugal, demonstrando algumas dúvidas relativas ao processo de fusão da Companhia Confiança Nacional com o Banco de Lisboa, da qual resultara, em Novembro de 1846, o Banco de Portugal. Foi, também, destacada a sua intervenção na defesa do Projecto de Lei de Imprensa, apresentado em Março desse ano, que a Oposição criticou severamente. Até ao fim da Legislatura, defendeu, geralmente, as iniciativas do Governo, sendo nomeado, em Janeiro de 1851, para a Comissão Eleitoral, que apresentou, em Fevereiro, novo Projecto de Lei, repondo as eleições indirectas.

### Condecoração
A 5 de Agosto de 1850 foi feito 304.º Comendador da Real Ordem Militar de Nossa Senhora da Conceição de Vila Viçosa.